# Johann Carl Kehl
Johann Carl Kehl (* 17. Juli 1829 in Hanau; † 6. März 1918 ebenda) war ein deutscher Unternehmer und Abgeordneter des Kurhessischen Kommunallandtages des preußischen Regierungsbezirks Kassel.

## Leben
Johann Carl Kehl wurde als Sohn des Goldarbeiters Konrad Kehl und dessen Gemahlin Marie Flügel geboren.
Nach seiner Schulausbildung erlernte er den Beruf des Kaufmanns, betrieb in seinem Heimatort eine Zigarrenfabrik und betätigte sich politisch. Von 1868 bis 1873 war er Mitglied des Stadtrates von Hanau. 1877 erhielt er ein Mandat für den Kurhessischen Kommunallandtag des Regierungsbezirks Kassel. Beim Landgericht Hanau nahm er von 1890 bis zu seinem Ausscheiden auf eigenen Wunsch im Jahre 1891 das Amt des Handelsrichters wahr.